# Sistotrema pyrosporum
Sistotrema pyrosporum är en svampart som beskrevs av Hauerslev 1974. Enligt Catalogue of Life ingår Sistotrema pyrosporum i släktet Sistotrema,  och familjen Hydnaceae, men enligt Dyntaxa är tillhörigheten istället släktet Sistotrema,  och familjen Sistotremataceae. Arten är reproducerande i Sverige. Inga underarter finns listade i Catalogue of Life.